# Provinciale weg 371
De provinciale weg 371 (N371) is een provinciale weg in de provincie Drenthe. De weg verbindt de A28 ter hoogte van Assen met de N375 bij Meppel. Onderweg sluit de weg bij Hoogersmilde aan op de N381 richting Drachten en Emmen en ten zuiden van Havelte sluit de weg aan op de A32 richting Heerenveen en de A28 richting Zwolle. De aansluiting op de N381 is in 2006 aangevuld door enkele rotondes.
De weg loopt parallel aan de Drentsche Hoofdvaart. Ter hoogte van Smilde en ter hoogte van Havelte wordt de vaart overgestoken.

## Geschiedenis
Oorspronkelijk was de huidige N371 een rijksweg. Vanaf het Rijkswegenplan 1932 onderdeel van rijksweg 31, die van Groningen via Assen naar Zwolle verliep. Deze rijksweg zou ongewijzigd opgenomen blijven in de verschillende rijkswegenplannen als planweg tot het rijkswegenplan 1968. In dat rijkswegenplan werd het gedeelte Assen - Meppel afgevoerd en kreeg de status van planvervangende weg. Ter vervanging werden de rijkswegen 37 (Meppel - Hoogeveen) en 36 (Almelo - Hoogeveen - Groningen) als planweg opgenomen. Het grootste gedeelte van de N371 werd daarna aan een lagere overheid overgedragen. Slechts een klein gedeelte bij Assen en tussen Pijlebrug en Meppel bleef tot 1992 in beheer bij Rijkswaterstaat. Deze delen waren administratief genummerd als rijksweg 871 (bij Assen) en rijksweg 874 (Pijlebrug - Meppel).
Uiteindelijk werd de weg in het kader van de Wet herverdeling wegenbeheer per 1 januari 1993 overgedragen aan de provincie Drenthe. In de jaren 90 is daarna het gedeelte tussen de aansluiting op de A32 en de N375 overgedragen aan de gemeente Meppel.
De brug ter hoogte van Havelte (de Pijlebrug) werd tussen augustus 2014 en maart 2015 vervangen door een breder exemplaar met gescheiden fietspad, waarna de kruising tussen de N371, het Jaagpad, de Meenteweg en de afrit Havelte (vanuit de richting Meppel) werd vervangen door een rotonde.

## Trivia
- De belangrijkste herkenningspunten zijn de radiozendmast van Smilde en de twee kalkovens van Dieverbrug.
- De weg is een geliefd alternatief voor de A28 voor motorrijders die de TT Assen bezoeken.

N34 · N46 · N351 · N353 · N354 · N355 · N356 · N357 · N358 · N359 · N360 · N361 · N362 · N363 · N364 · N365 · N366 · N367 · N368 · N369 · N370 · N371 · N372 · N373 · N374 · N375 · N376 · N377 · N378 · N379 · N380 · N381 · N382 · N383 · N384 · N385 · N386 · N387 · N388 · N390 · N391 · N392 · N393 · N398

N851 · N852 · N853 · N854 · N855 · N856 · N857 · N858 · N860 · N861 · N862 · N863 · N865 · N910 · N913 · N917 · N918 · N919 · N924 · N927 · N928 · N962 · N963 · N964 · N966 · N967 · N969 · N972 · N973 · N974 · N975 · N976 · N977 · N978 · N979 · N980 · N981 · N982 · N983 · N984 · N985 · N986 · N987 · N988 · N989 · N990 · N991 · N992 · N993 · N994 · N995 · N996 · N997 · N998 · N999

Cursief vermelde wegen zijn voormalige provinciale wegen.